# 周遐福
周遐福，順天府大兴县人，清朝官员。
道光元年，接替俞德淵。署任江蘇荆溪縣知縣。后由陈凤喈接任。曾于1818年接替张先甲任奉贤县知县一职，1819年由陶焜午接任。